# Carrez-Klärung
Die Carrez-Klärung ist ein Verfahren in der Lebensmittelchemie zur Entfernung von Trubstoffen aus Lösungen. 
Dabei werden Lösungen von Zinksulfat oder Zinkacetat (Carrez II) und gelbes Blutlaugensalz (Carrez I) zu gleichen Teilen in die zu klärende Lösung gegossen. Der entstehende Niederschlag von Kalium-Zink-hexacyanoferrat(II) K2Zn3[Fe(CN)6]2 fällt gleichzeitig Kolloide aus und kann zusammen mit diesen abfiltriert werden. Farbstoffe hingegen adsorbiert er nur gering. Besonders geeignet ist es als Probenaufarbeitung zur Polarimetrie.